# 仁波河
仁波河，是中国长江流域的一条河流，汇入金沙江左岸，属于金沙江水系。河长90千米，流域面积1580平方千米，年均流量26立方米每秒。自然落差2320米。水能理论蕴藏量21万千瓦。